# Langwatte
Die Langwatte ist ein etwa 2 Kilometer langer, westnordwestlicher und rechter Zufluss des Biberbaches im  baden-württembergischen Landkreis Biberach.

## Etymologie
Der Name soll vom Wort wat herkommen, das im Oberschwäbischen „Sumpf“ bedeutet, mit Umlaut kommt es als wette (= „Wasserlache“) vor.

## Geographie

### Verlauf

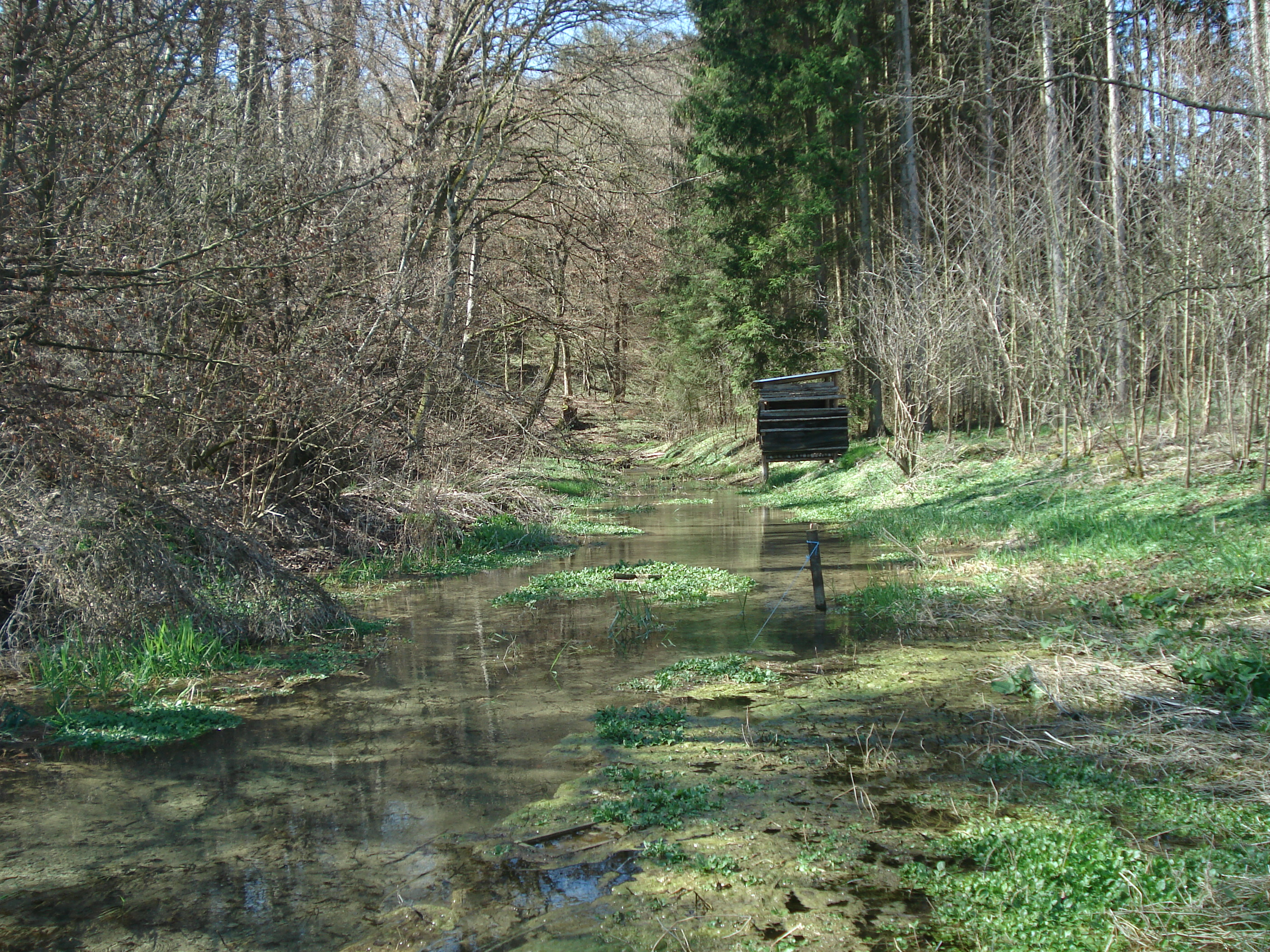
Die Karstquelle der Langwatte

Die Langwatte entspringt auf etwa 603 m ü. NHN westlich von Langenenslingen in einem Wäldchen einer Karstquelle. Diese schüttet, Trockenperioden ausgenommen, zwischen 120 l/s und 200 l/s. Aus mehreren Nebenquellen tritt in einem aufgestauten Bereich Wasser aus, dort kann man vom Grund Blasen aufsteigen sehen. Sie läuft nach diesem entlang einem Feldweg ostwärts in Richtung Sandhof.
Schon zweihundert Meter nach der Quelle mündet von Westnordwesten aus dem Korntal der Emerfelder Graben, der etwa 3,5 km lang ist. Dieser entspringt einer Quelle an der Fürstenberger Straße im namengebenden Dorf Emerfeld und hat auf seinem Weg am Gehöft Warmtal vorbei meist nur unscheinbare Abschnitte, oft und so auch im Mündungsbereich besitzt er gar kein offenes Bett.
Am Sandhof treibt die Langwatte ein Mühlrad an, fließt dann weiter westlich auf Langenenslingen zu und durch das Dorf. In diesem mündet sie nahe der Bischof-Helding-Straße und gegenüber einer Reihe von am flachen linken Talhang auf deren Ufer zulaufenden, langen Fischteichen nur 400 m abwärts von dessen Quelle in den Biberbach.
In alten Karten ist die Langwatte als Oberlauf des Biberbaches eingezeichnet.

### Einzugsgebiet
Das Einzugsgebiet der Langwatte ist etwa 9,5 km² groß und erstreckt sich in längster Ausdehnung etwa 5 km weit ostsüdostwärts vom Westrand von Emerfeld bis zur Mündung in Langenenslingen, im Wesentlichen entlang der Achse des Emerfelder Grabens, der auch den bei weitem größten Teil zu ihrem Einzugsgebiet beiträgt.  Durch Verkarstung ist es recht arm an offenen Wasserläufen. Naturräumlich gesehen liegt es beidseits der Grenze zwischen Mittlerer Flächenalb im Westnordwesten und dem Alpenvorland im Osten. Der Lauf der Langwatte liegt zur Gänze in diesem östlichen Teil. Der höchste Punkt ist der 732 m ü. NHN hohe Gipfel des Habsbergs nordöstlich von Emerfeld. Über diesen zieht die nördliche Wasserscheide, die ans Einzugsgebiet der Zwiefalter Aach grenzt, des nächsten Zuflusses der Donau nach dem Vorfluter Biberbach der Langwatte. Gegenüber im Süden und Südwesten an der rechten Wasserscheide liegt das Einzugsgebiet des Holzbachs an, der über den Soppenbach weiter abwärts den Biberbach speist. Hinter einem nur kurzen Stück westlicher Wasserscheide bei Emerfeld liegt Einzugsgebiet des Fischbachs, eines Zuflusses des höheren Donau-Zuflusses Lauchert. Besonders hierin, aber auch in den Einzugsgebieten der anderen Nachbarflüssen gibt es weithin keinen offenen Bachlauf.